# Henri Jacobs
Cet article possède un paronyme, voir Henry Jacobs.
Pour les articles homonymes, voir Jacobs.
Henri Jacobs est un architecte belge de la période Art nouveau, né à Saint-Josse-ten-Noode (Bruxelles) le 3 décembre 1864 et mort à Schaerbeek (Bruxelles) le 19 novembre 1935.
Avec Henri Jacobs, l’école modèle entre de plain-pied dans l’Art nouveau, que l’on croit ordinairement réservé aux riches propriétaires d’hôtels particuliers.

## Éléments biographiques

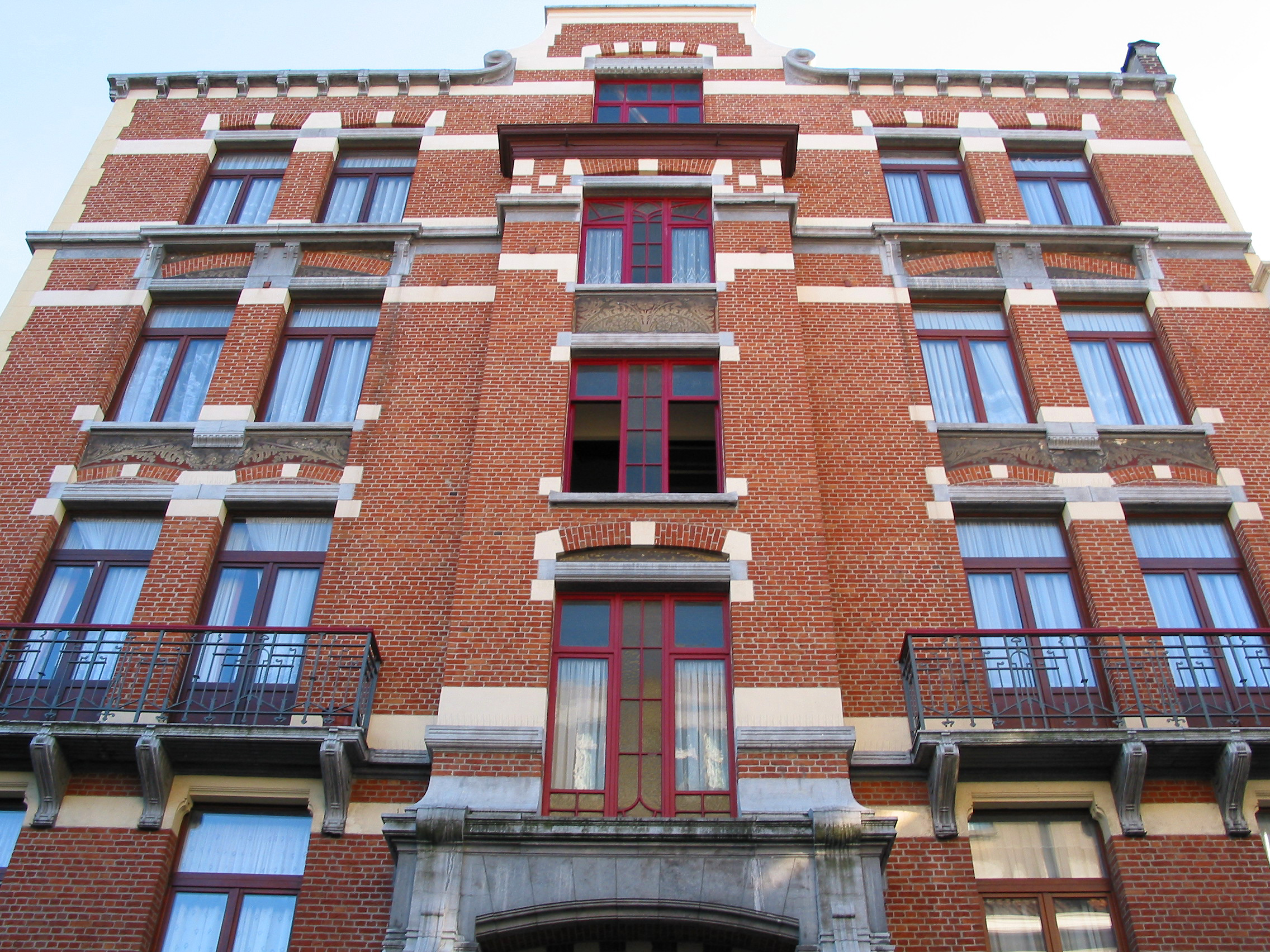
Le Foyer Schaerbeekois Rue L'Olivier (1905).

Signe prémonitoire, Henri Jacobs est né le 3 décembre 1864 dans la maison voisine de l’école de Saint-Josse-ten-Noode dont son père Jean-François est directeur. La fréquentation régulière du bureau d’architecture de son oncle, installé rue de Liedekerke, n’est sans doute pas étrangère à sa vocation. Émule de Victor Horta dont il est le contemporain, il est le seul architecte de la mouvance Art nouveau à s’être consacré en priorité à la construction d’écoles et de logements sociaux. Influencé par le mouvement laïc et social de la fin du XIXe siècle, il marque dans la pierre sa volonté de participer à un enseignement progressiste en rupture avec les conceptions architecturales de l’école traditionnelle. Ses préoccupations tendent de concilier les exigences rationnelles du programme et l’aspect esthétique de la construction.
Avec un projet intitulé « Plutôt la qualité que la quantité » - titre qui le caractérise avec beaucoup de pertinence - il remporte le premier prix d’un concours d’architecture organisé par la commune de Laeken pour la construction de maisons ouvrières en 1892. Deux années plus tard, la même commune lui confie les plans d’une première école située rue Thys-Van Ham, dans un quartier populaire qui en est singulièrement dépourvu.
Sa notoriété grandit lorsqu’il est désigné architecte officiel du Foyer schaerbeekois en 1899. Plusieurs ensembles de logements sociaux de la commune, alors en pleine expansion, portent sa griffe rue Victor Hugo, rue du Corbeau, rue L’Olivier ou encore à Helmet. Il obtient aussi plusieurs commandes de plans d’écoles pour les communes de Forest, Bruxelles-ville, Schaerbeek et Etterbeek.

## Démarche architecturale

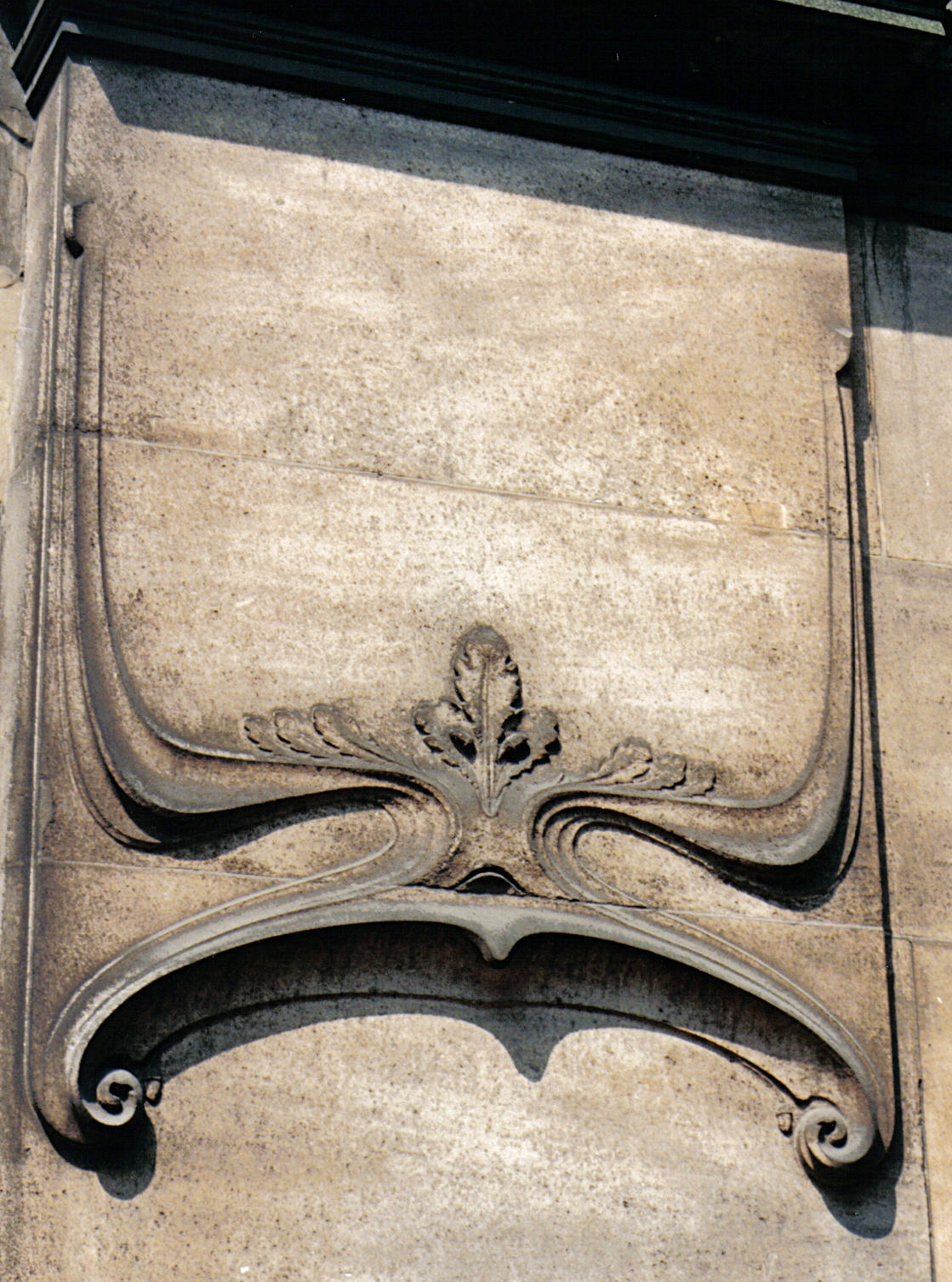
Henri Jacobs : École Josaphat

Évoluant dans des secteurs où les moyens budgétaires sont calculés au plus juste, il utilise les palettes décoratives de l’Art nouveau avec parcimonie et discrétion, même si c’est toujours avec un soin et un souci du détail qui forcent l’admiration. Chez lui, la qualité architecturale se veut didactique afin d’insuffler le goût du bien et du beau : « L’école, c’est par excellence le lieu familier de l’enfant, et plus cet endroit sera clair et beau et plus l’enfant y développera son cerveau dans des conditions harmonieuses. Homme plus tard, il voudra retrouver dans son foyer et dans les monuments de son pays la même beauté, la même clarté et la même harmonie. »(Le Document, janvier 1925)
Aucun détail n’est négligé : fresques, mosaïques, luminaires, mobilier scolaire, sgraffites font de l’ensemble une œuvre d’art totale acquise à sa mission pédagogique. Mais à la différence de Victor Horta qui peut faire appel à des artisans pour satisfaire le goût de ses clients issus de la bourgeoisie, Jacobs travaille avec des matériaux industriels qu’il utilise le plus souvent bruts.
En matière de disposition générale des bâtiments, Henri Jacobs n’innove pas. Il reste fidèle aux plans de l’École modèle définis en 1875 par la Ligue de l’enseignement : l’entrée est implantée sur une parcelle étroite à front de rue et les bâtiments se développent en intérieur d’îlot autour d’un préau central et de cours latérales. Par contre, les indices du style original de l’artiste, résolument sans ostentation, se retrouvent avec une constance remarquable à travers chacune de ses créations.
En pierre de taille lui conférant une certaine austérité monumentale, la façade à rue est de facture classique. Parfaitement symétrique du soubassement à la toiture, elle est centrée autour d’un portail monumental coiffé d’un grand arc en pierre et surmonté de hautes fenêtres rectangulaires séparées par de fins trumeaux ornés. Elle est couronnée par une balustrade ajourée ou, à défaut, une corniche arquée en pierre sculptée.
Une fois passé le vestibule, les effets de style cèdent le pas aux exigences fonctionnelles. Certes, à l’instar de ses contemporains, il marie abondamment les matériaux - pierre, brique, métal et verre – et les laisse apparents. Mais, le dépouillement et la simplicité des formes et des liaisons entre matériaux, toujours très soignées, leur laissent exprimer leurs fonctions, dont la principale est d’apporter de la lumière et de la transparence dans des locaux restés trop longtemps opaques, sombres et mystérieux. Élément bon marché, la brique est omniprésente en façade aussi bien que sur les murs et plafonds des espaces de circulation. L’appareillage est simple même si sa monotonie est brisée par l’alternance des éléments colorés. L’amorce de l’escalier qui mène à l’étage a un caractère monumental : quelques marches en pierre, bordées de piliers sous arcades, sont suivies par des volées droites, soutenues par une structure métallique aux profils industriels. Les motifs de la balustrade en fer forgé sont volontiers ornés de motifs plus personnalisés.
L’éclairage et la ventilation des classes se fait davantage par les cours extérieures que par le préau. Aussi leurs hautes fenêtres, découpées verticalement, sont regroupées en travées séparées par des piliers qui dessinent la façade de la cave au grenier. Les allèges servent de support aux seuls motifs décoratifs faits de briques polychromes, de carreaux émaillés ou de sgraffites.
Le métal apparent des linteaux de fenêtres, des colonnes reste le plus souvent nu. Les rares éléments décoratifs sont gravés dans la masse de l’élément industriel.

## Immeubles de style éclectique
- 1901-1905 : ancienne école communale des filles - square G.Marlow, 3 à Uccle

actuellement reconvertie en commissariat de police

## Immeubles de style Art nouveau floral

### Écoles

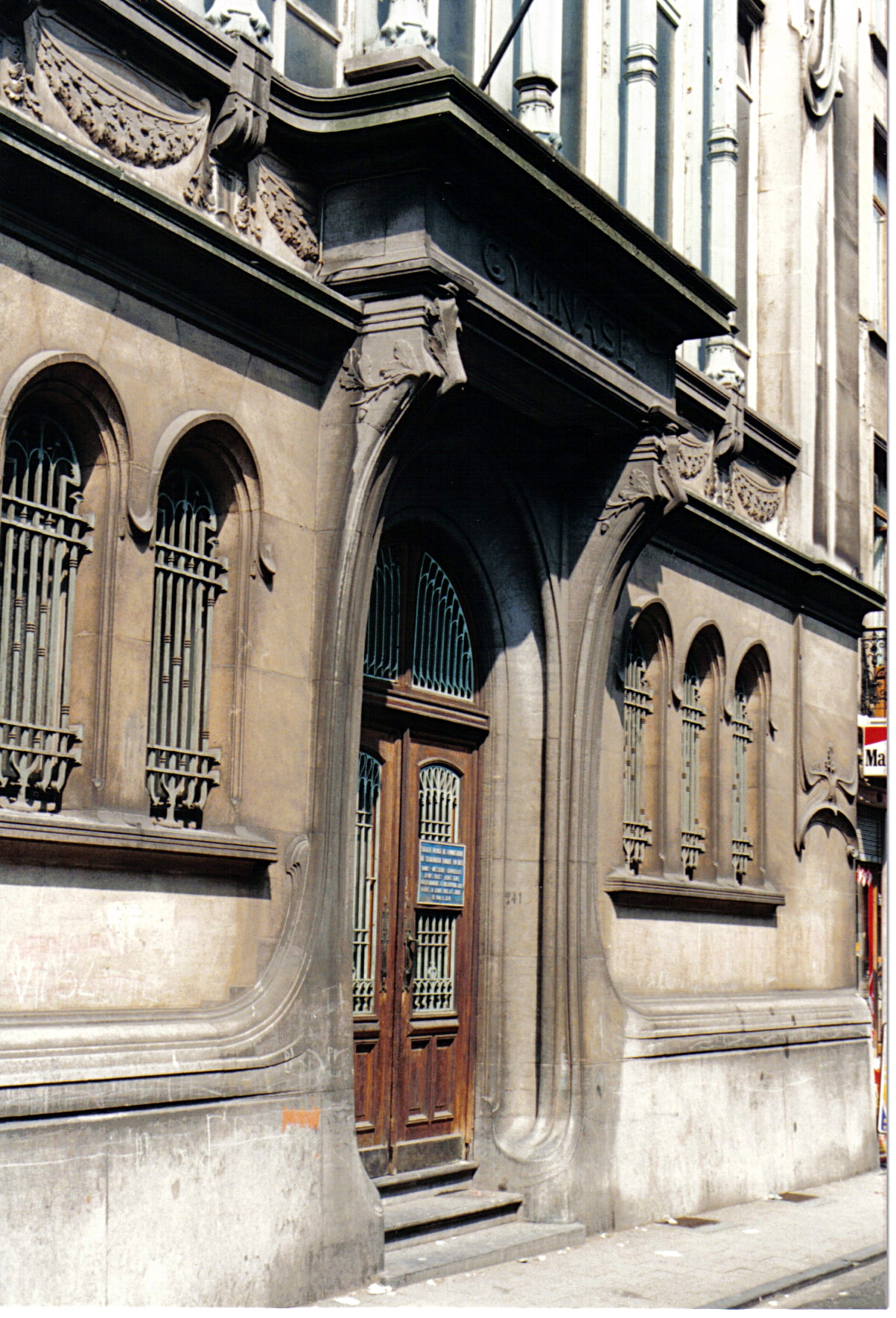
Henri Jacobs : École Josaphat

- 1894 : école communale no 33 - rue Thys-Vanham à Laeken
- 1905-1911 : école communale no 4, dite école Rodenbach - rue Rodenbach, 37 à Forest
- 1905 : section prégardienne - rue Rodenbach, 39 à Forest
- 1906-1910 : Ancienne école normale Émile André - rue des Capucins, 58 à Bruxelles actuellement « Institut Diderot »

- 1907 : groupe scolaire no 1, dite école Josaphat - rue Josaphat, 229 et 241 à Schaerbeek
- 1907 : école industrielle, rue de la Ruche, 30 à Schaerbeek
- 1907 : ancienne école communale des filles de Koekelberg - rue Herkoliers, 35 à Koekelberg
- 1909 : école Vervloesem - rue Vervloesem 36 à Woluwe-Saint-Lambert
- 1910-1912 : école communale « De Kadeekes » (gemeentelijke basischool "De Kadeekes") - rue Herkoliers, 68 à Koekelberg
- 1913 : centre scolaire du Souverain - rue Willame, 25 et des Ecoliers, 7 à Auderghem
- 1913 : école communale no 13 (pour garçons) - avenue de Roodebeek, 103 à Schaerbeek
- 1922 : école communale no 11 (pour filles) - avenue de Roodebeek, 61 à Schaerbeek actuellement antenne de l’athénée Fernand Blum

- Athénée royal d'Uccle 1 - avenue Houzeau, 87 à Uccle
- Groupe scolaire O.Denis (actuel Athénée royal Victor Horta) - rue des Alliés, 229 à Forest

### Logements sociaux
- 1899 : Immeuble du foyer Schaerbeekois, rue Victor Hugo, 53-59  à Schaerbeek

### Architecture privée

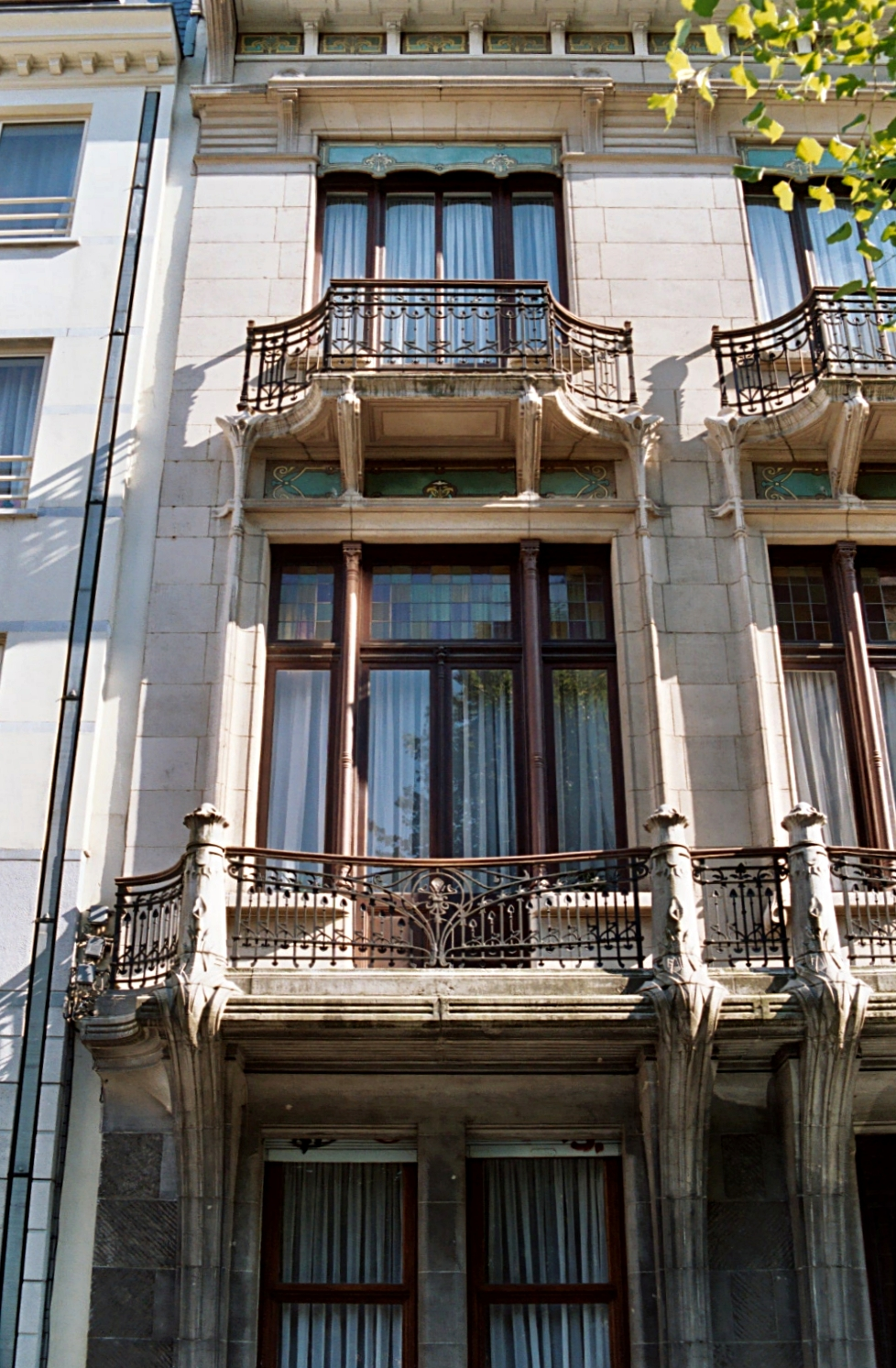
Henri Jacobs : Hôtel du baron Buffin

- 1903 : avenue Voltaire, 41 - Schaerbeek
- 1903-1904 : avenue Maréchal Foch, 7 - Schaerbeek
- 1903-1904 : Maison Henri Jacobs, avenue Maréchal Foch, 9 - Schaerbeek
- 1903-1904 : avenue Maréchal Foch, 11 - Schaerbeek
- 1904 : Hôtel du baron Buffin, rue Caroly no 19 - Ixelles
- 1908 [1]: Avenue Eugène Demolder, 46 - Schaerbeek
- 1909 : Maison Charles Fortin, place des Bienfaiteurs, 6
- 1910 : Maison Leblicq, place des Bienfaiteurs, 5
- 1914 : rue des Petits Carmes, 11 (démoli vers 1995 pour construire le Ministère des Affaires étrangères)
- rue des Eburons, 52 (?) - Bruxelles
- rue Richard Vandevelde

## Immeuble de style Art déco
- Athénée Royal de Koekelberg - Avenue de Berchem Sainte-Agathe, 34. Lors des Journées du Patrimoine 2006, le Secrétaire d’État du Gouvernement de la région de Bruxelles-Capitale en charge des Monuments et Sites indique que " L’athénée royal de Koekelberg est assurément l’exemple le plus représentatif d’établissement scolaire construit dans l’entre-deux-guerres " (Figure 70 [2]). Des exemples d'Art déco sont mis en valeur [3].

## Photos

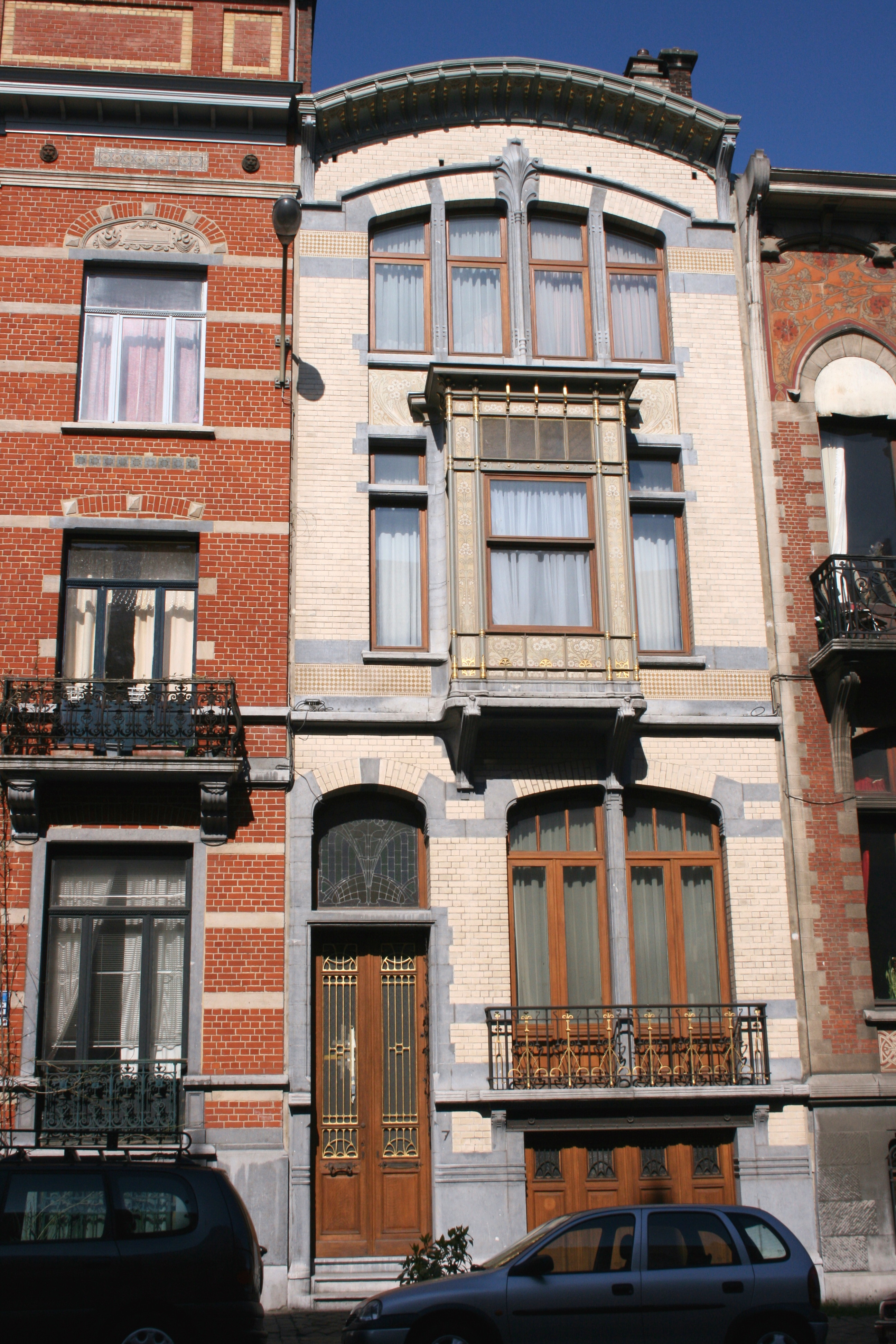
avenue Maréchal Foch, 7
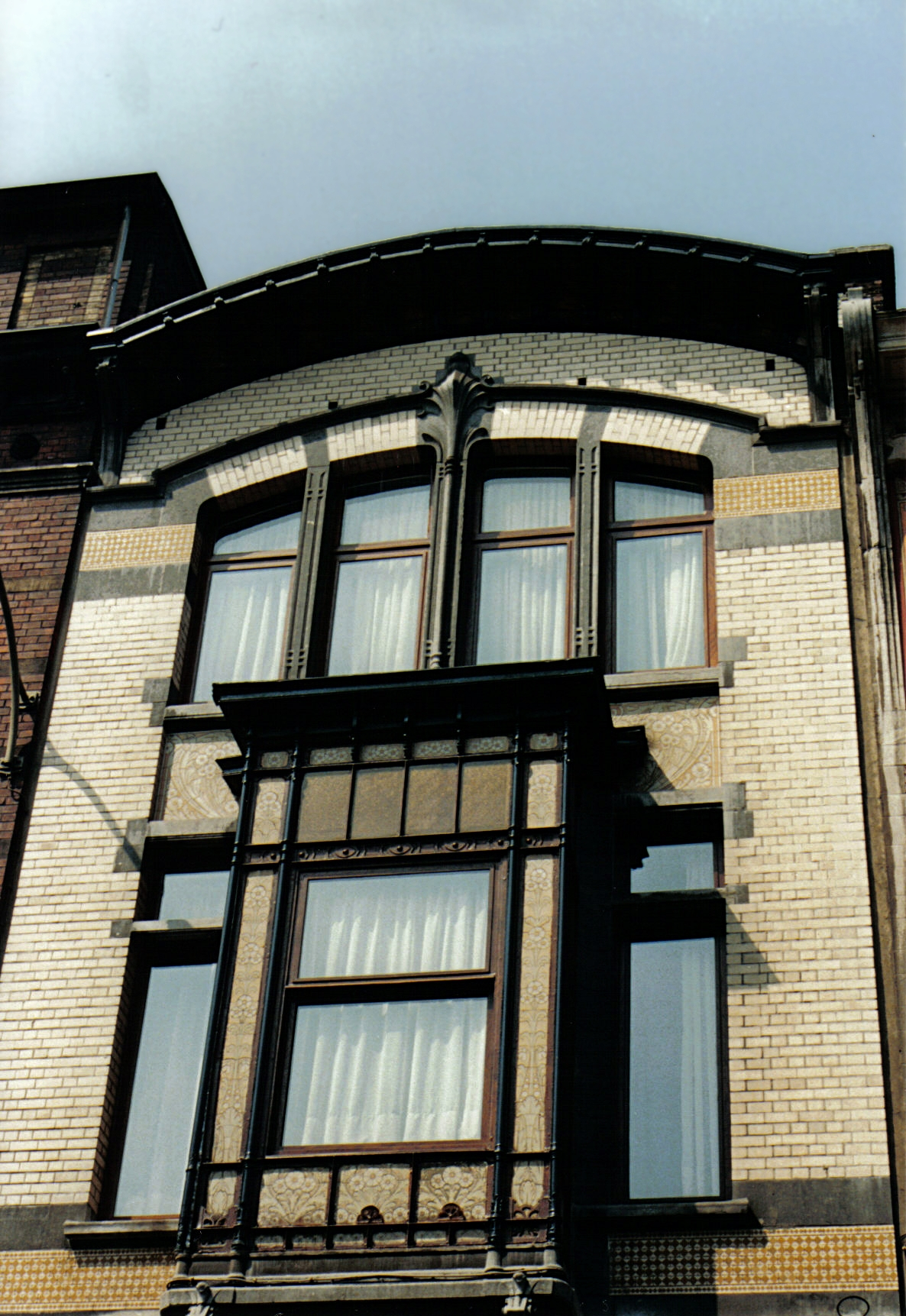
avenue Maréchal Foch, 7
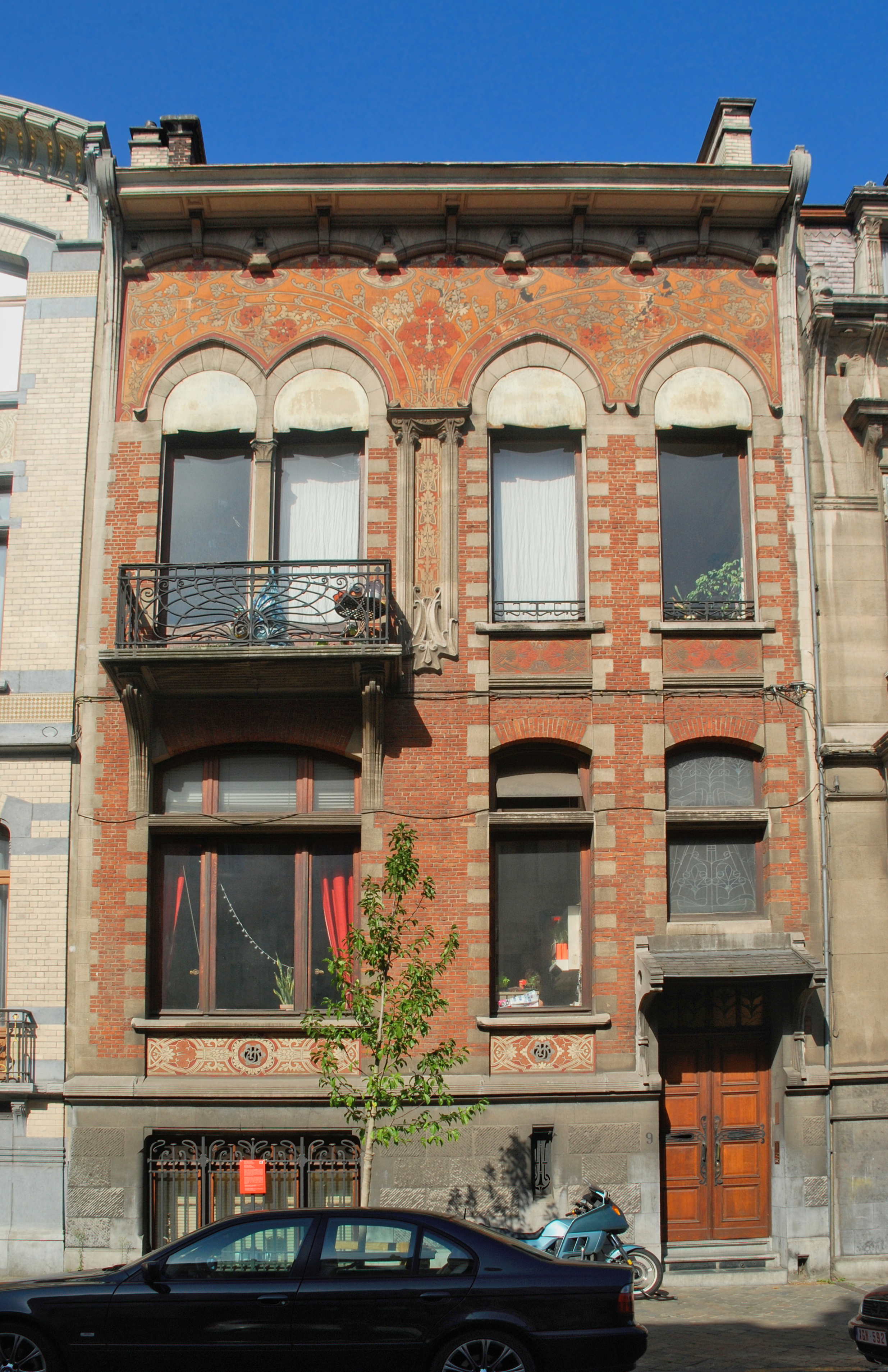
avenue Maréchal Foch, 9
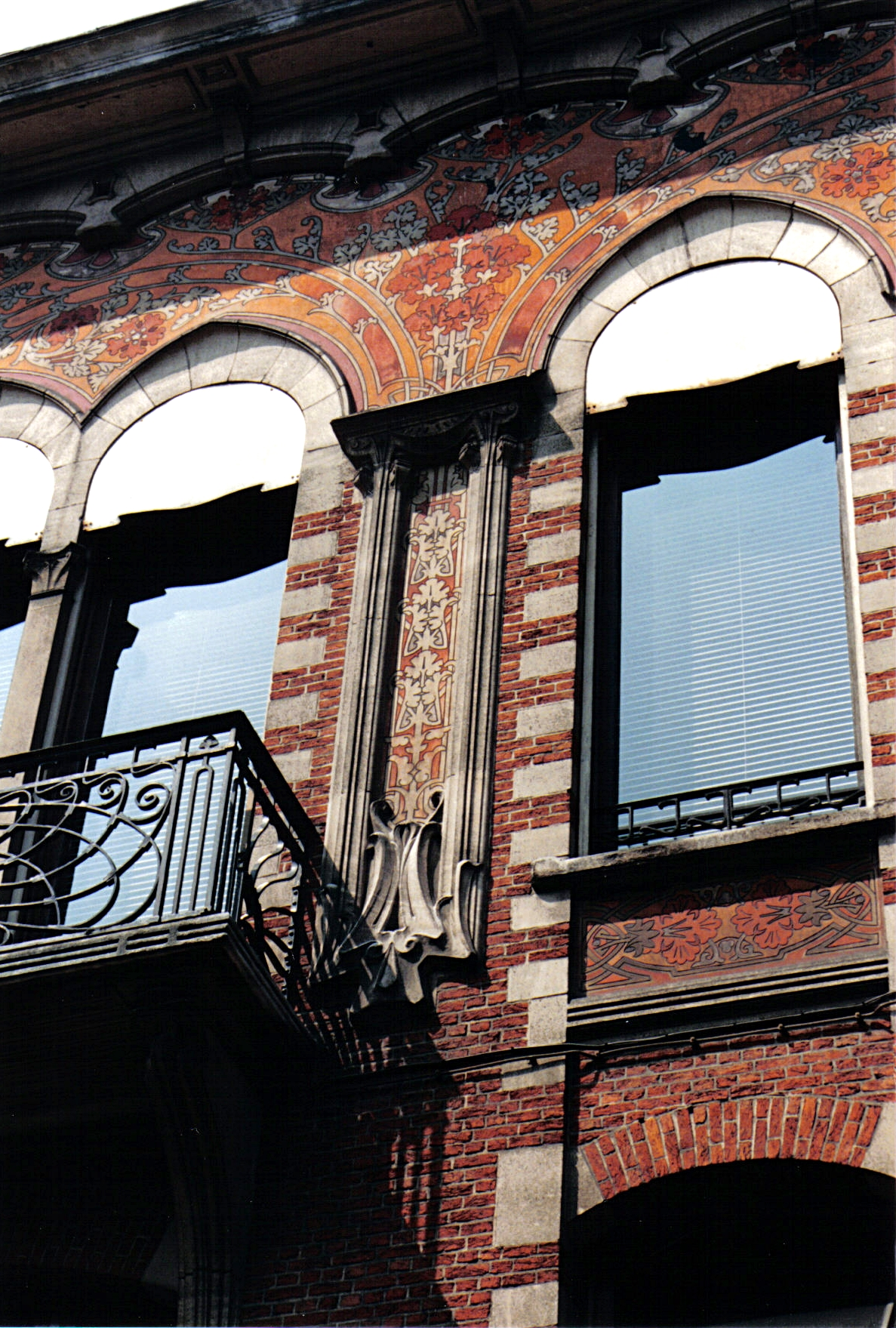
avenue Maréchal Foch, 9
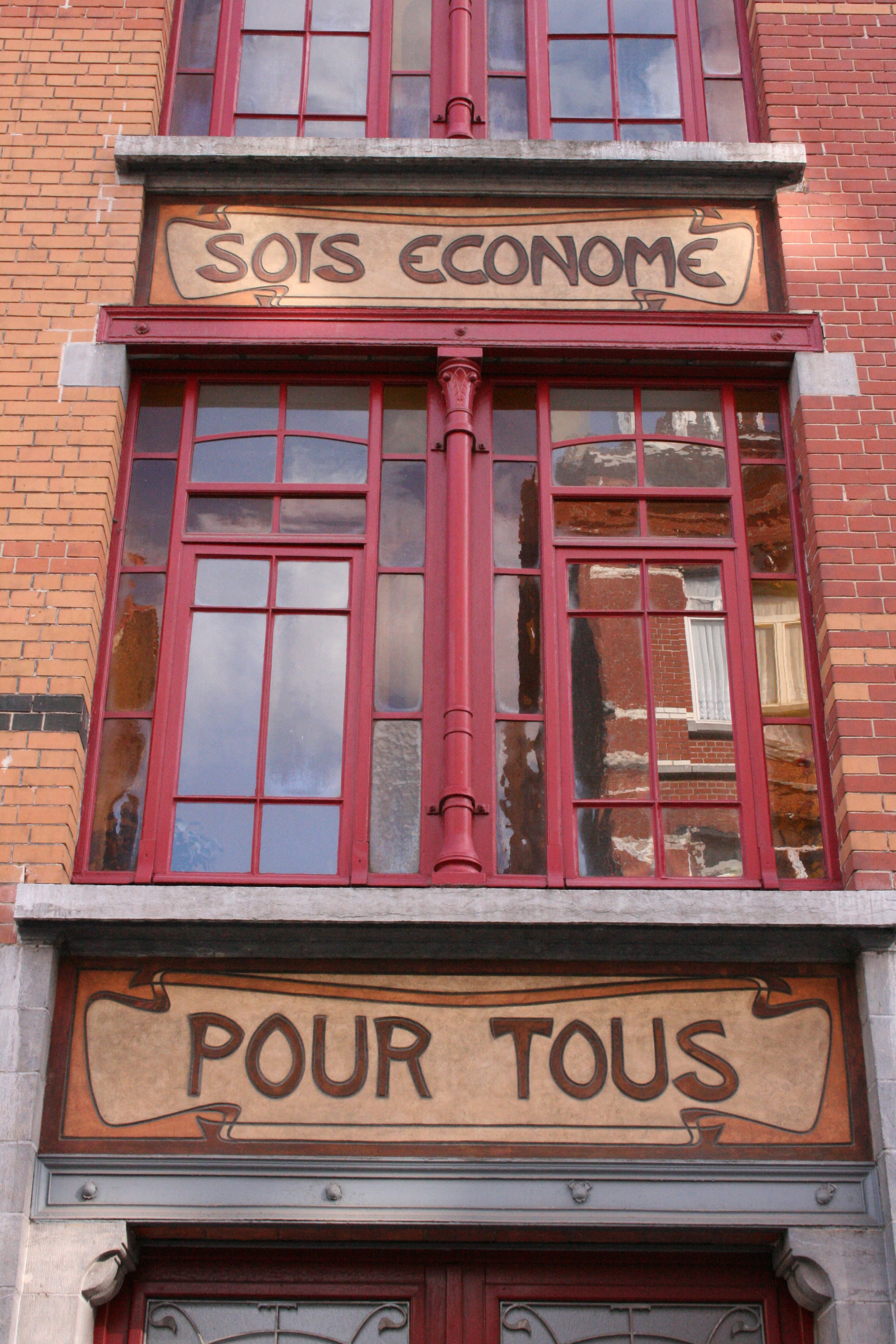
Le Foyer Schaerbeekois
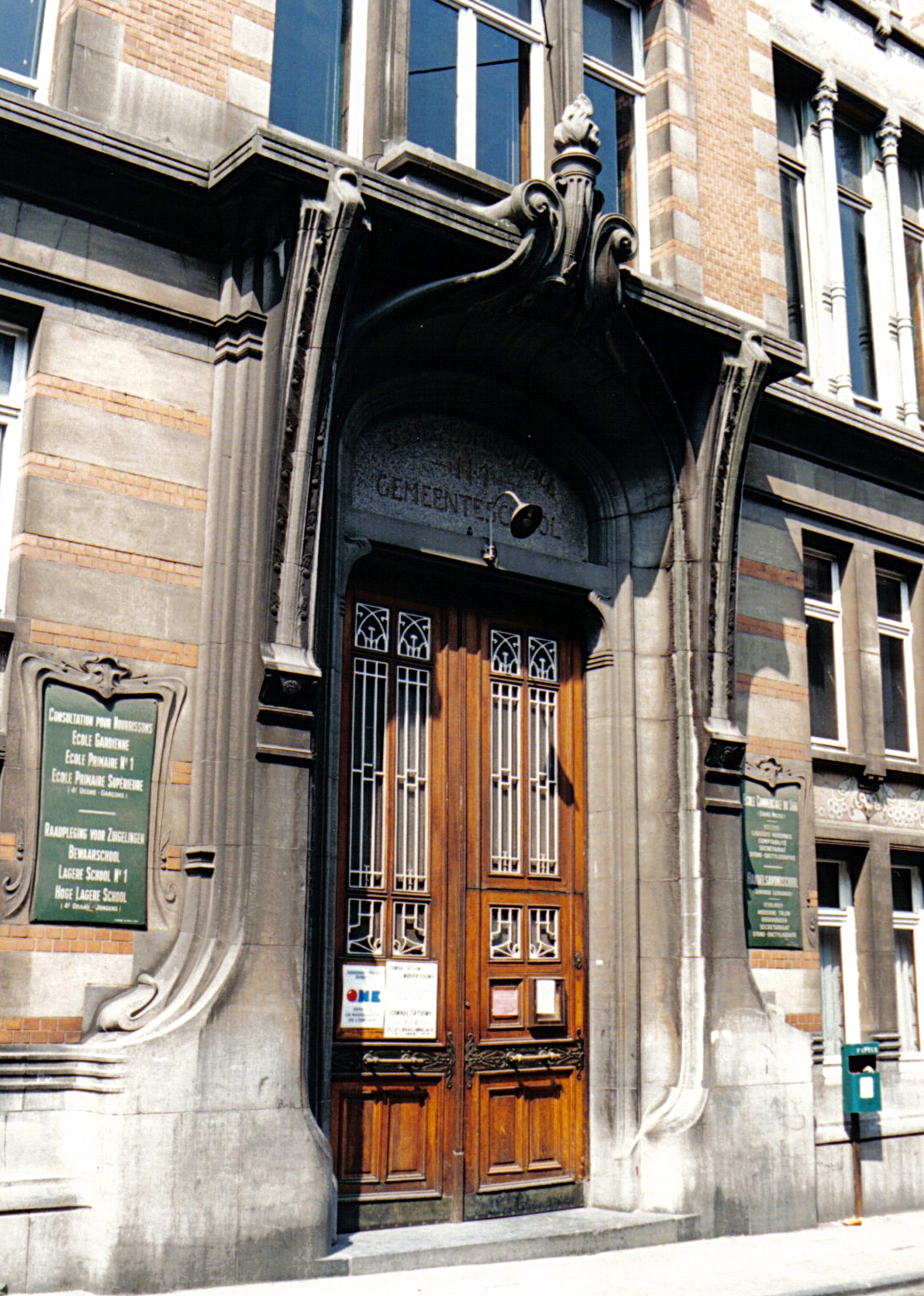
Ecole Josaphat
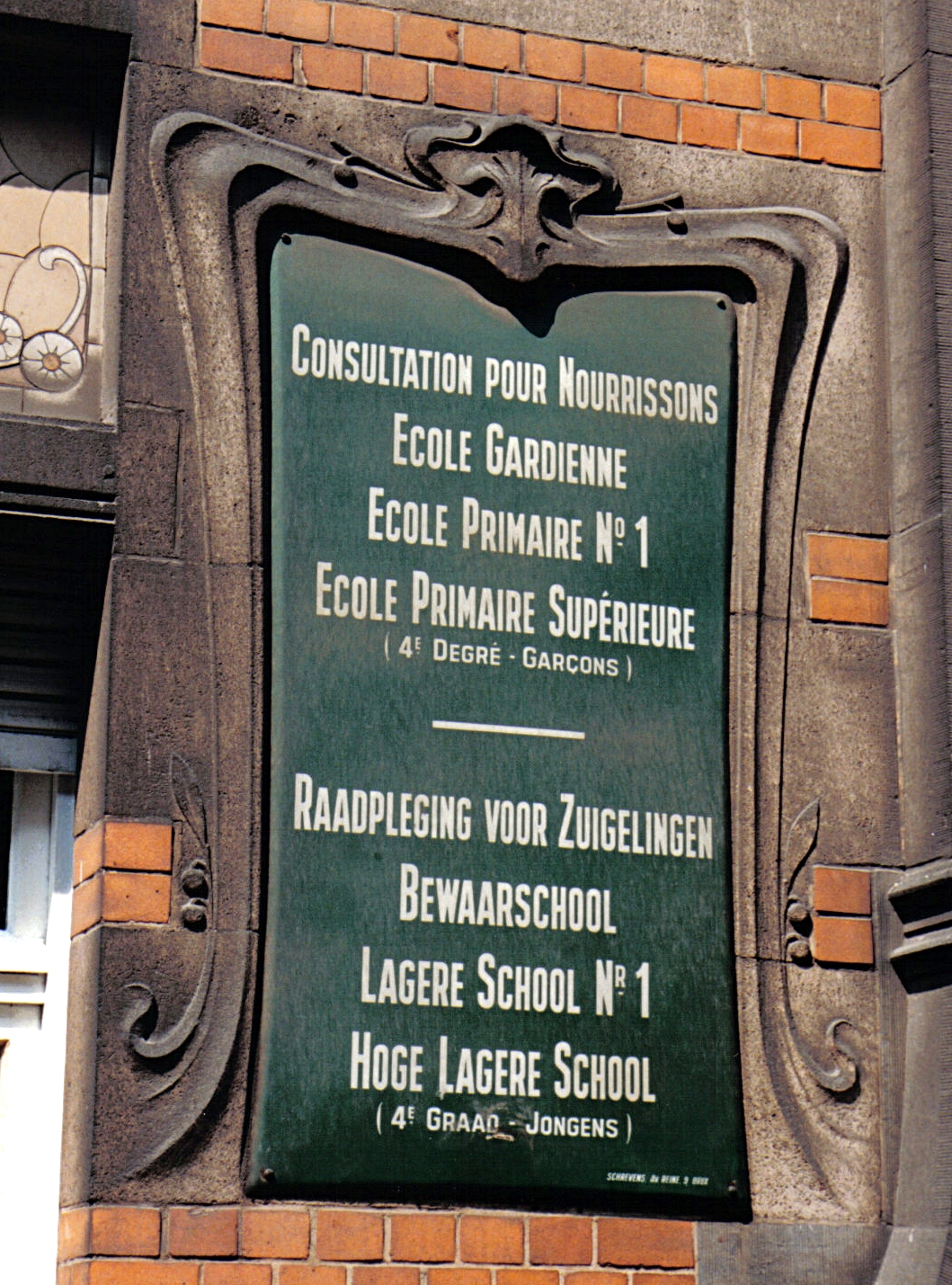
Ecole Josaphat
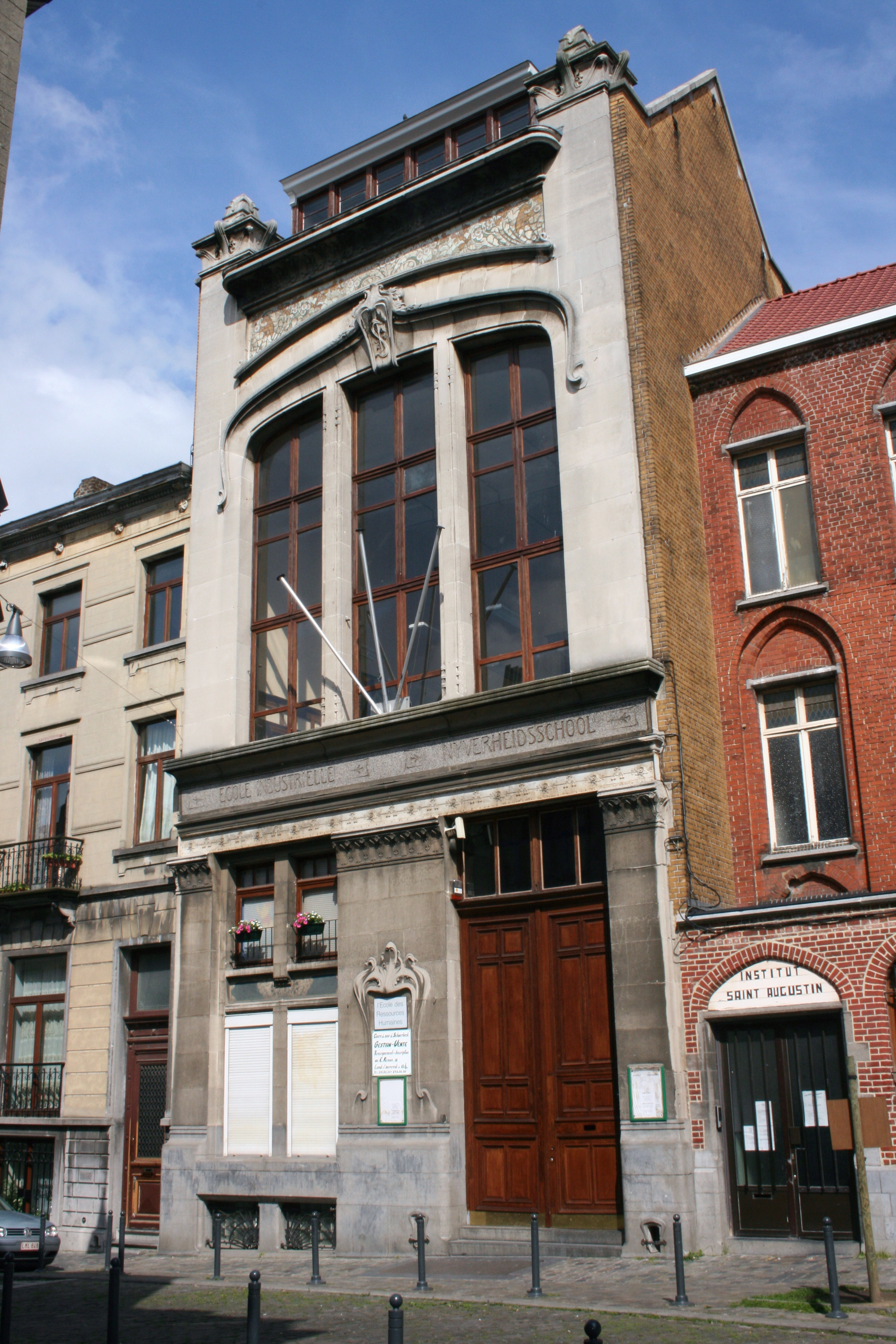
rue de la Ruche,30